# Monasterio de San Andrés de Trespons

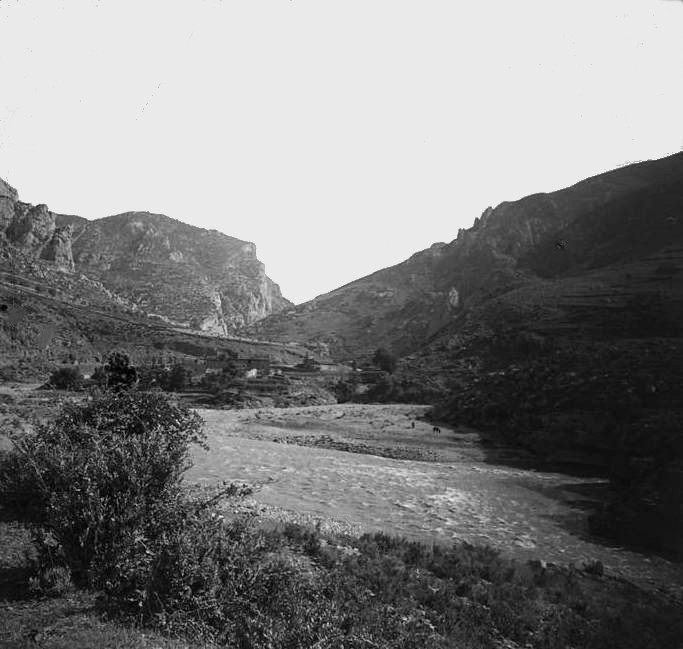
Año 1923

El monasterio de San Andrés de Trespons (en catalán Sant Andreu de Tresponts) es una antigua abadía benedictina, hoy desaparecida,  que funcionó en el municipio de  Fígols y Aliñá, en la comarca catalana del Alto Urgel. 
Se encontraba en el lugar conocido como congosto de Tresponts, en la orilla izquierda del Segre. Se sabe que el cenobio funcionaba ya en el 839 ya que ese año el obispo Sisebut de Urgel hizo entrega al monasterio de un libro de San Agustín. En el 849 el abad era Guisamon. 
Entró en decadencia a principios del siglo X y en el 973 se reedificó por completo en un intento de salvar la abadía. Cambió su nombre por el de San Andrés de Centellas aunque siempre se le conoció como el de Trespons adaptación tradicional de la voz catalana Tresponts (en catalán tres puentes) ya que el monasterio era el encargado de vigilar y mantener los tres puentes que había en el camino que llevaba hasta la Seo de Urgel.
El monasterio entró de nuevo en decadencia en 1075. Ermengol V de Urgel lo unió con el de San Lorenzo de Morunys pero la unión duró tan sólo un año. En 1079 pasó a ser un priorato del monasterio de Santa María de Ripoll.
A partir de esta fecha no se tienen más datos sobre la historia de la comunidad. Tampoco quedan restos del edificio monacal que ya se encontraba derruido en el siglo XVI.